# NGC 6878
NGC 6878 is een balkspiraalstelsel in het sterrenbeeld Boogschutter. Het hemelobject werd op 27 juli 1834 ontdekt door de Britse astronoom John Herschel.

## Synoniemen
- ESO 284-31
- MCG -7-41-15
- IRAS 20104-4440
- PGC 64317